# ロジシャン
ロジシャン（英：Logician）は、イギリスの競走馬。主な勝ち鞍は2019年の英セントレジャー(GI)。

## 血統背景
母のScuffleはイギリスで10戦3勝、ステークス競走ではリステッド競走スノードロップ牝馬ステークス（Snowdrop Fillies' S）3着の成績がある。祖母Tantinaはイギリスで5戦4勝、うちセプターステークス（Sceptre S）などリステッド競走2勝。3代母Didinaはイギリスとアメリカで走り13戦5勝、アメリカでG2ダリアハンデキャップ（Dahlia H）優勝、G1ゲイムリーハンデキャップ3着などがある。5代母のMonroeは1980年にアイルランドでG3バリオーガンステークス（Ballyogan S）に勝った馬で、ジュドモントファーム創設時の基礎牝馬である。
祖母Tantinaの産駒（すなわち本馬の叔父にあたる）には、2012年にG1ドバイデューティフリー（UAE・芝1800メートル）を制し、イギリスG1クイーンエリザベス2世ステークス、フランスG1ジャック・ル・マロワ賞、香港G1香港マイル、イタリアG1ヴィットーリオ・ディ・カープア賞で2着になるなど、1マイル（約1609メートル）路線で活躍したCityscapeがいる。同じく祖母の産駒Bated Breathは5ハロン（約1005メートル）のG2テンプルステークス（Temple S）に勝ち、G1キングズスタンドステークス（5ハロン）、G1ジュライカップ（6ハロン）、G1スプリントカップ（6ハロン）、G1ニアークティックステークス（6ハロン）で2着になった。
また、父馬のフランケルも専ら1マイルで活躍をした競走馬であり、こうした血統背景から本馬の長距離適性について疑問視する声もあった。

### 粕毛か芦毛か
生産者であるジュドモントファームは、本馬の毛色を「roan」すなわち粕毛としている。英国の競馬メディアであるレーシング・ポストや日本中央競馬会（JRA）の子会社JRA-VANでも、本馬の毛色を「roan」（粕毛）に分類している。ケニアのメディアDaily Nationでは、本馬について「あまり馴染みがない粕毛馬」（Logician 5-6 favourite, is an unfamiliar roan colour）と紹介している。
一方、国際競馬統括機関連盟や、ジョッキークラブの公式血統サイトであるequineline.com、デイリーレーシングフォームや全米サラブレッド競馬協会などの公式情報サプライヤーであるEQUIBASEでは、本馬を「gray」すなわち芦毛としている。
米国で粕毛馬に関する啓蒙活動を展開する全米粕毛馬協会（American Roan Horse Association）は粕毛の特徴について「芦毛とは異なり、歳を取るにつれて毛色が次第に明るくなっていくことはない」としている。日本中央競馬会（JRA）も「芦毛との違いは、白毛の生じる部位が限定されること、年齢に関係なく当歳時から色合いの変わらないことである」としている。いずれにせよ、日本国内ではサラブレッドの公式登録を管理する公益財団法人ジャパン・スタッドブック・インターナショナルがサラブレッドの毛色を8種類に分類しており、その中には「粕毛」がない。

## 戦績

### 3歳（2019年)
ロジシャンは3歳春にデビュー、5月に未勝利戦（1マイル2ハロン＝約2011メートル）、6月に条件戦（1マイル2ハロン＝約2011メートル）、7月にハンデ戦（1マイル4ハロン＝約2414メートル）と3連勝した。
8月21日には、ヨーク競馬場の真夏の「イボア開催」で、G2グレートヴォルティジュールステークス（Great Voltigeur S・1マイル3ハロン188ヤード＝約2385メートル）に出走、1馬身3/4差をつけて勝ち、デビュー以来無敗の4連勝とした。
グレートヴォルティジュールステークスは、クラシック三冠戦の最終戦セントレジャーステークス（14ハロン115ヤード＝約2921メートル）の前哨戦であり、これに勝ったことでロジシャンの距離適性についての議論が起きた。叔父のCityscapeやBated Breathが短距離で活躍し、父フランケルも1マイルから中距離を得意としていたことから1マイルぐらいを得意とするだろうという者がいたり、フランケル産駒は10ハロンの中距離を中心に活躍していることや半姉Suffusedがアメリカで15.5ハロン（約3118メートル）の競走に勝っていることを引き合いにだして、ロジシャンもこの長距離をこなせるだろうという者もいた。
ロジシャンの次の出走競走の候補は、9月14日のG1セントレジャーステークス（2921メートル）と、9月15日のフランスG2ニエル賞（2400メートル）とがあった。距離延長となるセントレジャーステークスに挑むか、実績のある2400メートル戦のニエル賞を経由して凱旋門賞を目指すのか、あるいは2017年のクラックスマンのようにニエル賞からチャンピオンステークス（2004メートル）へ向かうのか、管理するジョン・ゴスデン調教師や主戦騎手のランフランコ・デットーリ、馬主のハーリド・ビン・アブドゥッラーの代理人であるグリムソープ男爵（Edward Beckett, 5th Baron Grimthorpe）らは、「いろいろな選択肢があり、10日ほど考える」と述べた。
結局、ゴスデン調教師はセントレジャー挑戦を表明した。これには、同厩のエネイブルが凱旋門賞で史上初となる3連覇に挑むこととの兼ね合いもあったとも伝わる。セントレジャーは2017年・2018年とエイダン・オブライエン調教師の管理馬が優勝しており、こちらも3連覇をかけて3頭を送り込んできた。
グレートヴォルティジュールステークスが行われる前の時点では、各馬券業者のセントレジャーの前売り馬券でのロジシャンの倍率は概ね8対1（9.0倍）で2番手の評価だった。しかし、グレートヴォルティジュールステークスの勝ちっぷりから、セントレジャーの本命とみられるようになった。レース当日までに、ロジシャンの単勝倍率は5対6（約1.83倍）と「圧倒的」な本命となった。一方、イギリスのブックメーカーの最大手ウィリアムヒルは30対1（31.0倍）の賭け率をつけた。2番手評価はセントレジャー2着だったキャメロットを父に持つサードラゴネット（Sir Dragone）で、倍率は11対4（3.75倍）である。
後方待機から直線で外埒沿いに進路を取ると、一気の追い込みを決めてレコード勝ちし、無傷の5連勝でのG1制覇を達成した。その圧巻の走りに、ドンカスター競馬場に集まった3万人の観衆は大喝采を浴びせた。鞍上のランフランコ・デットーリは英セントレジャー6勝目で、年間G1・15勝目。ジョン・ゴスデン調教師は年間G1・12勝目となった。
同厩舎・同馬主で同じくデットーリが主戦を務めるエネイブルとの兼ね合いもあり、凱旋門賞には向かわず3歳シーズンを終えることになった。ゴスデン師は本来12ハロン向きであると評価し、翌年は12ハロン路線を歩ませるプランを明かした。

### 4歳（2020年)
2019年シーズン終了後に重篤な腹膜炎を発症したことで長期休養を余儀なくされた。2020年9月20日のドンカスター競馬場の10ハロンの条件戦で1年ぶりに復帰し、2頭立ての競走を7馬身差で勝利した。10月9日、ヨーク競馬場のG3カンバーランドロッジステークスに出走するが、勝ち馬から10馬身弱離された4頭立ての4着に敗れ、デビューからの連勝が止まった。

### 5歳（2021年)
2021年5月15日のアストンパークステークス（G3）で復帰したが3着。6月26日のフレッドアーチャーステークス2着を最後に現役を引退した。引退後は障害用の種牡馬としてイギリスのシェイドオークスタッドに繋養される                                                                                                                                                                                                                                                                                                                                                                                                                                                                                                                                                                                                                                               。

### 競走成績
以下の内容は、Racing Postの情報に基づく。
| 出走日     | 競馬場           | 競走名                               | 格 | 距離    | 着順 | 騎手         | 着差     | 1着（2着）馬          |
| ---------- | ---------------- | ------------------------------------ | -- | ------- | ---- | ------------ | -------- | --------------------- |
| 2019.05.17 | ニューベリー     | 未勝利                               |    | 芝10f   | 1着  | K.オニール   | 2馬身    | （High Commissioner） |
| 0000.06.21 | ニューマーケット | 条件戦                               |    | 芝10f   | 1着  | R.ハヴリン   | 1馬身3/4 | （Away He Goes）      |
| 0000.07.04 | ニューベリー     | ハンデキャップ競走                   |    | 芝12f   | 1着  | L.デットーリ | 4馬身1/2 | （Natty Night）       |
| 0000.08.21 | ヨーク           | グレートヴォルティジュールステークス | G2 | 芝12f   | 1着  | L.デットーリ | 1馬身3/4 | （Constantinople）    |
| 0000.09.14 | ドンカスター     | 英セントレジャー                     | G1 | 芝14.5f | 1着  | L.デットーリ | 2馬身1/4 | （Sir Ron Priestley） |
| 2020.09.10 | ドンカスター     | 条件戦                               |    | 芝10f   | 1着  | L.デットーリ | 7馬身    | （Mythical Magic）    |
| 0000.10.09 | ヨーク           | カンバーランドロッジステークス       | G3 | 芝12f   | 4着  | M.ハーレー   | 9馬身3/4 | Euchen Glen           |

- 競走成績は2020年10月9日現在

## 血統表
| ロジシャンの血統 | ロジシャンの血統 | ロジシャンの血統 | ロジシャンの血統 | ロジシャンの血統 | ロジシャンの血統 | ロジシャンの血統 | ロジシャンの血統 | ロジシャンの血統 | ロジシャンの血統 | ロジシャンの血統 | ロジシャンの血統 | （血統表の出典） | （血統表の出典） |
| |                  |                  |                  | | | | | | | | | *Northern Dancer | *Nearctic        |
| | *Natalma         |                  |                  | | | | | | | | | *Northern Dancer |                  |
| |                  |                  |                  | | Sadler's Wells | Sadler's Wells | Sadler's Wells | *Fairy Bridge | *Bold Reason | | | |                  |
| | Galileo          | Galileo          | Galileo          | | Sadler's Wells | Sadler's Wells | Sadler's Wells | *Fairy Bridge | *Special | | | |                  |
| | Galileo          | Galileo          | Galileo          | | | | | *Miswaki | *Mr. Prospector | | | |                  |
| | 1998             | 鹿毛             | IRE              | | *Hopespringseternal | | | *Miswaki | | | | |                  |
| |                  |                  |                  | | | | | Urban Sea | Urban Sea | Urban Sea | *Allegretta | *Lombard |                  |
| | Frankel          | Frankel          | Frankel          | | | | | Urban Sea | Urban Sea | Urban Sea | *Allegretta | | *Anatevka        |
| | Frankel          | Frankel          | Frankel          | | | | | | Danehill | Danehill | Danehill | *Danzig | *Northern Dancer |
| |                  |                  |                  | *Pas de Nom | | | | | Danehill | Danehill | Danehill | *Danzig |                  |
| 2008 | 鹿毛             | GB               |                  | | | | * | デインヒル | デインヒル | デインヒル | *Razyana | *His Majesty |                  |
| |                  |                  |                  | Kind | Kind | Kind | | デインヒル | デインヒル | デインヒル | *Razyana | *Spring Adieu |                  |
| |                  |                  |                  | Kind | Kind | Kind | | | | | *Rainbow Quest | *Blushing Groom |                  |
| | 2001             | 鹿毛             | IRE              | | *I Will Follow | | | | | | *Rainbow Quest | |                  |
| |                  |                  |                  | | Rainbow Lake | Rainbow Lake | Rainbow Lake | *Rockfest | *Stage Door Johnny | | | |                  |
| |                  |                  |                  | | Rainbow Lake | Rainbow Lake | Rainbow Lake | *Rockfest | *Rock Garden II | | | |                  |
| |                  |                  |                  | | | | | | | | | *Mill Reef | *Never Bend      |
| | *Milan Mill      |                  |                  | | | | | | | | | *Mill Reef |                  |
| |                  |                  |                  | | Doyoun | Doyoun | Doyoun | *Dumka | *Kashmir II | | | |                  |
| | Daylami          | Daylami          | Daylami          | | Doyoun | Doyoun | Doyoun | *Dumka | *Faizebad | | | |                  |
| | Daylami          | Daylami          | Daylami          | | | | | *Miswaki | *Mr. Prospector | | | |                  |
| | 1994             | 芦/粕毛          | IRE              | | *Hopespringseternal | | | *Miswaki | | | | |                  |
| |                  |                  |                  | | | | | Daltawa | Daltawa | Daltawa | *Damana | *クリスタルパレス |                  |
| | Scuffle          | Scuffle          | Scuffle          | | | | | Daltawa | Daltawa | Daltawa | *Damana | | *Denia           |
| | Scuffle          | Scuffle          | Scuffle          | | | | | | | | | *Mr. Prospector | *Raise a Native  |
| |                  |                  |                  | *Gold Digger | | | | | | | | *Mr. Prospector |                  |
| 2005 | 芦毛             | GB               |                  | | | | | Distant View | Distant View | Distant View | *Seven Springs | *Irish River |                  |
| |                  |                  |                  | Tantina | Tantina | Tantina | | Distant View | Distant View | Distant View | *Seven Springs | *La Trinite |                  |
| |                  |                  |                  | Tantina | Tantina | Tantina | | | | | *Nashwan | *Blushing Groom |                  |
| | 2000             | 栗毛             | USA              | | *Height of Fashion | | | | | | *Nashwan | |                  |
| |                  |                  |                  | | Didina | Didina | Didina | *Didicoy | *Danzig | | | |                  |
| |                  |                  |                  | | Didina | Didina | Didina | *Didicoy | *Monroe | | | |                  |
| 父系 |                  |                  |                  | | | | | | | | | |                  |
| 母系 | 母系             | 母系             | 母系             | ファミリーナンバー：8-f                                                                                                  | ファミリーナンバー：8-f                                                                                                  | ファミリーナンバー：8-f                                                                                                  | ファミリーナンバー：8-f                                                                                                  | ファミリーナンバー：8-f                                                                                                  | ファミリーナンバー：8-f                                                                                                  | ファミリーナンバー：8-f                                                                                                  | ファミリーナンバー：8-f                                                                                                  | ファミリーナンバー：8-f                                                                                                  | （出典）         |
| 5代内の近親交配 | 5代内の近親交配  | 5代内の近親交配  | 5代内の近親交配  | Miswaki4×4＝12.50%、Mr. Prospector5×4×5＝12.50%、Northern Dancer4×5＝9.38%、Danzig4×5＝9.38%、Blushing Groom5×5＝6.25%、 | Miswaki4×4＝12.50%、Mr. Prospector5×4×5＝12.50%、Northern Dancer4×5＝9.38%、Danzig4×5＝9.38%、Blushing Groom5×5＝6.25%、 | Miswaki4×4＝12.50%、Mr. Prospector5×4×5＝12.50%、Northern Dancer4×5＝9.38%、Danzig4×5＝9.38%、Blushing Groom5×5＝6.25%、 | Miswaki4×4＝12.50%、Mr. Prospector5×4×5＝12.50%、Northern Dancer4×5＝9.38%、Danzig4×5＝9.38%、Blushing Groom5×5＝6.25%、 | Miswaki4×4＝12.50%、Mr. Prospector5×4×5＝12.50%、Northern Dancer4×5＝9.38%、Danzig4×5＝9.38%、Blushing Groom5×5＝6.25%、 | Miswaki4×4＝12.50%、Mr. Prospector5×4×5＝12.50%、Northern Dancer4×5＝9.38%、Danzig4×5＝9.38%、Blushing Groom5×5＝6.25%、 | Miswaki4×4＝12.50%、Mr. Prospector5×4×5＝12.50%、Northern Dancer4×5＝9.38%、Danzig4×5＝9.38%、Blushing Groom5×5＝6.25%、 | Miswaki4×4＝12.50%、Mr. Prospector5×4×5＝12.50%、Northern Dancer4×5＝9.38%、Danzig4×5＝9.38%、Blushing Groom5×5＝6.25%、 | Miswaki4×4＝12.50%、Mr. Prospector5×4×5＝12.50%、Northern Dancer4×5＝9.38%、Danzig4×5＝9.38%、Blushing Groom5×5＝6.25%、 | （出典）         |
| 上記血統表中、4桁の数字は生年を表す。国名は生産国を表す。「*」は日本へ輸入された馬を示す。太字は近親交配が行われていることを示す。 |                  |                  |                  | | | | | | | | | |                  |

- 母Scuffleもアブドゥッラー殿下の所有馬で、現役時代はロジャー・チャールトン厩舎に所属し、通算10戦3勝の成績を残している[39]。
- 半兄Suffused（父Champs Elysees）は米国でG3を2勝している[40]。